# Волоф (народ)
Волоф са етническа група, мнозинството от населението в Сенегал (43,3 %).

## Език
Езикът Волоф принадлежи към Нигер-конгоанската езикова група и е най-разпространен в Сенегал.